# HLR 90
De HLR 90 is een reeks van diesellocomotieven van de NMBS voor de rangeerdienst.

## Geschiedenis
Voor het uitvoeren van lichte rangeerdienst werd in 1960 bij Cockerill een locomotief van de plank gekocht. De eerste tien locomotieven werden als reeks 230 in dienst gesteld. Door dit succes werden de vervolgseries door BN en ABR gebouwd als reeks 230.0.

## Ombouw
In 1970 werden de locomotieven van de reeks 230 vernummerd in de serie 9001-9010. Bij de ombouw werden onder meer een andere GM motor ingebouwd. De serie werd na modernisering vernummerd in 9101-9110.